# محمدباقر خلخالی
محمدباقر خلخالی (متولد ۱۲۵۰ هـ.ق/ ۱۲۰۸ هـ.ش کاغذکنان- درگذشت ۱۳۱۶هـق/۱۲۷۷ هـش کاغذکنان) از شاعران و دانشمندان آذربایجانی قرن چهاردهم هجری قمری بود.

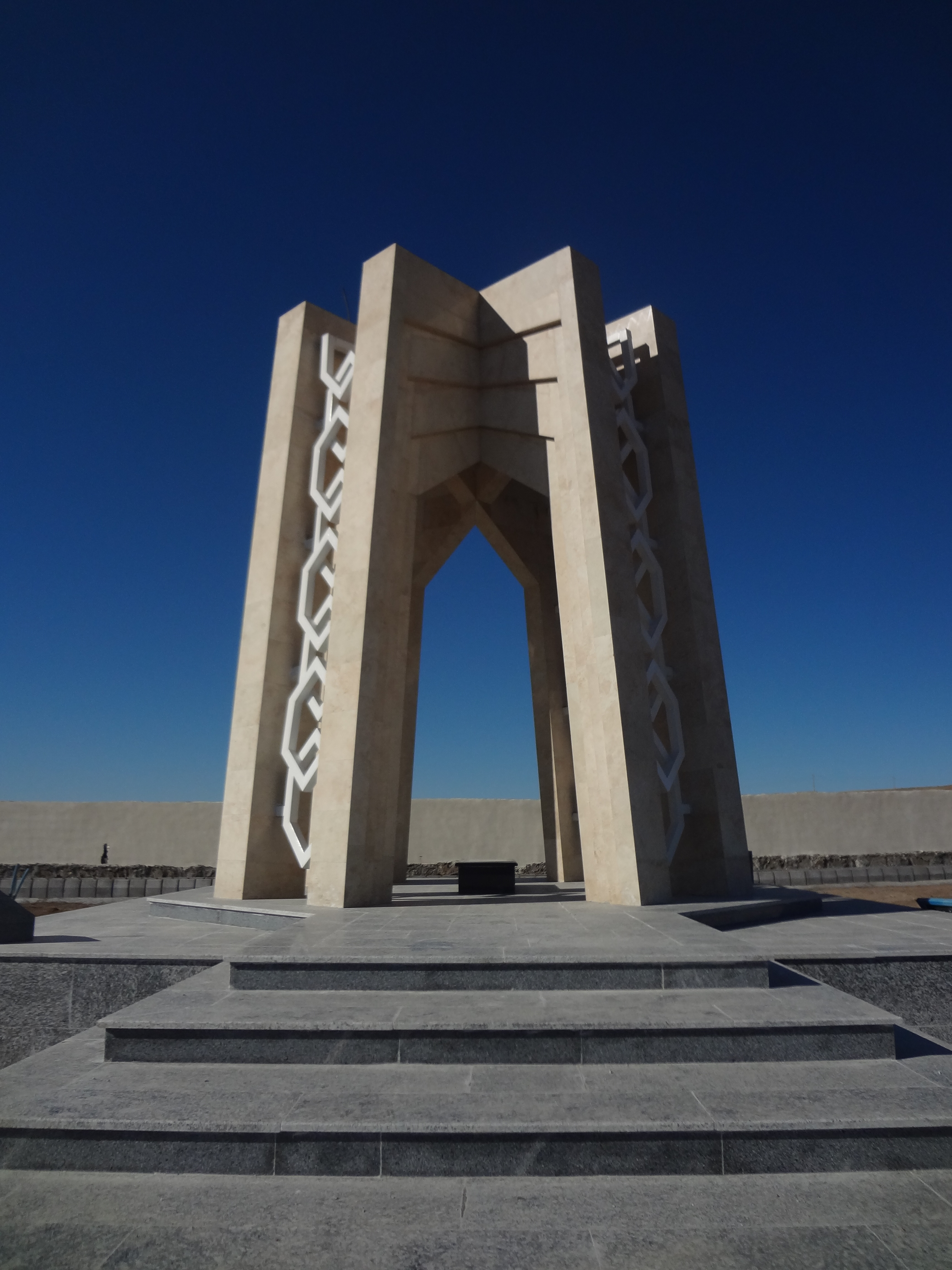
مقبره محمدباقر خلخالی در روستای قره بلاغ بخش کاغذکنان

مقبره ملا محمد باقر خلخالی، طراح مهندس میرمحمود چابک، سال 95
Architect Mirmahmoud chabok

## زندگی
محمدباقر خلخالی در ۱۸۲۹ میلادی در روستای قره‌بلاغ (کاغذکنان) شهرستان میانه (بخش کاغذکنان در آن زمان بخشی از شهرستان خلخال محسوب می‌شد) متولد شد و در ۱۳۱۶ هجری قمری از دنیا رفت. او شاعری دانا و بدیهه گویی حاضرجواب و استاد بود. وی اشعارش را به دو زبان فارسی و ترکی آذربایجانی می‌نوشت. وی تحصیلات خود را در خانه با استاد آخوند مولا حیدر که پدرش بود شروع کرد، بعدها برای ادامه تحصیل به زنجان و قزوین رفت.

## روش‌های تربیتی متفاوت
میرزا محمدباقر برای پیاده کردن افکار خود، مردم را به دو دسته تقسیم کرده بود: مردم عام و مردم خاص. مردم عام را به وسیلهٔ شمشیر برنده ای بنام طنز آگاهی می‌داد و مردم خاص را با کمک مدرسه علمیه ای که خود آن را بنا نهاده بود و شاگردان بزرگی در آنجا تربیت نمود، هدایت می‌کرد. از آن مدرسه که به دارالعلم معروف بود و طلاب زیادی از میانه، خلخال و زنجان بدانجا روی می‌آوردند، بازدیدی داشتیم که اشک در چشمان هر بیننده ای جمع می‌کرد. چه کسی می‌دانست مکتب پررونق میرزا باقر روزی بدین حال بیفتد

## تربیت شاگردان دینی
این روحانی منتقد و متفکر، در کنار انتقاد از دربار و دربارمسلکان، از اشاعه دین اسلام غافل نمی‌ماند و مدرسه ای بنام دارالعلم در زادگاهش تأسیس می‌کند که محل رجوع خیل مشتاقان او از خلخال، میانه و زنجان بود. او شاگردان زیادی تربیت نمود که هر کدام نوری در منطقه‌شان بودند که ملافاضل کاغذکنانی از جمله آنهاست. ۲۰ تا ۲۵ طلبه به وسیلهٔ او مسلط به زبان عربی و فارسی شدند.

## آثار
از آثار وی می‌توان مثنوی به زبان ترکی آذری به نام ثعلبیه را نام برد که بارها در تبریز و استانبول به چاپ رسیده است مثنوی ثعلبیه به شکل نظم و داستان است که در آن اصول زندگی اخلاق اجتماعی توضیح داده شده‌است. قباد طوفانی این کتاب را در سال ۱۳۳۹ هجری قمری، ۱۲۹۹هجری شمسی به زبان فارسی ترجمه کرد.در سال ۱۳۸۷ اکبر پرندی  ثعلبیه محمد باقر خلخالی را از روی نسخه خطی منحصر به فرد که در زمان حیات شاعر و توسط پسر ارشد شاعر نوشته شده است را باز نویسی و چاپ کرد . 
- نمونه‌ای از اشعار ثعلبیه:[۸]

| بلی جان عزیزیم اولما مدهوش     |  | اؤلوم هنگامه‌سین ائتمه فراموش      |
| سیغیشماز بیر مقاله ظلمت و نور  |  | قوجاقلا شماز لارهر گردیو ایله حور |
| اؤرک‌بیر یاربیر دیر اولما گمراه |  | که بیر تخت اوسته اگلشمز ایکی شاه  |

## شعر
شعری به زبان فارسی:
| ای سوار اسب عزت جام عیشت نوش باد  |  | در بساط گربهٔ قهرت عدو چون موش باد |
| دشمنانت همچو زردک دایماً گردد نگون |  | دوستانت همچو سنجد رخت قرمزپوش باد |

شعری به زبان ترکی آذربایجانی:
| ساقیا وئرمه جام مست اولدوم |  | مست خمخانه الست اولدوم        |
| یار آپاردی منی عزیز ائتدی  |  | گرچه اغیار ایچینده پست اولدوم |